# Burke Shelley
Burke Shelley (narozený jako John Burke Shelley 10. dubna 1947 v Cardiffu, ve Velké Británii – 10. ledna 2022) byl rockový hudebník, zpěvák a baskytarista skupin Budgie a The Superclarkes.

## Život
Podle tvrzení jeho matky, měla rodina Shelley polské předky, kteří údajně pocházeli ze Štětína. Školu Cefn Oun Junior School navštěvoval v Llauishen, na střední chlapeckou školu chodil v Cathays. Již od dětství měl potíže se zrakem, podobně jako jeho otec. Brýle, které musel nosit již od dětství, jsou dnes neodmyslitelnou součástí jeho image.
V roce 1964 začal hrát na kytaru a psát písničky, ovlivněn idoly The Beatles a místní skupinou Love Sculpture. Burke byl počátkem 70. let vyznavačem buddhismu. Připravoval si speciální stravu, cestoval po Asii a hledal sám sebe, nakonec se však vrátil ke křesťanství.
Burke Shelley byl ženatý, měl dvě děti. Syn Nathaniel hraje ve skupině Transposer (2001) v Cardiffu.

## Hudební kariéra
Koncem roku 1968 vstoupil do skupiny Budgie. Hlas Burkeho je porovnáván s Geddy Leem z Rush, avšak Shelleyho zpěv je ostřejší. Kdysi prohlásil, že Budgie budou existovat tak dlouho, dokud udrží kytaru v rukách a udrží se na scéně.
V roce 1988, kdy se dočasně skupina Budgie rozpadla, zúčastnil se spolu s dalšími hudebníky (Brian Cox, Vinnie Burns, James Ross, Darren Wharton), nahrávání alba Out of Silence skupiny Dare. V témže roce Shelley založil skupinu Superclarkes. Na sólovou kytaru v ní hrál Rob (Titch) Gwilliam, na bicí Dave Watkins. Vystupovali často v klubu Royal Oak w Cardiffu, který se stal jejich domovským klubem.
V roce 1995 obnovila svou činnost skupina Budgie, Burke působil v obou skupinách až do roku 1999, kdy v Superclarkes skončil. V obnovených Budgie s ním hráli Steve Williams (bicí) a Simon Lees (sólová kytara).
Turné po východní Evropě v roce 2010, během kterého měli Budgie navštívit Polsko a Českou republiku, skončilo 9. listopadu v polském městě Wejherowo, kde byl Shelley diagnostikován a operován s výdutí aorty. Po operaci se vrátil domů do Británie a o dalším osudu skupiny však nebylo rozhodnuto.